# Sigeberto el Cojo
Sigeberto el Cojo (f. 509), fue rey de los francos ripuarios en Colonia. Ya era rey en 496 y estaba relacionado con Clodoveo I.

## Biografía
No hay registro de la fecha de su nacimiento, que probablemente sea posterior a 469 y anterior a 496. 
Para luchar contra la presión de los alamanes, sus predecesores se habían aliado con los borgoñones y el príncipe franco Sigemer se había casado con una princesa borgoñona en 469 en Lyon. Siguió un período de tensión con los francos salianos, porque Gondioc, rey de los burgundios y magister militum, el nuevo aliado de los francos renanos se opone a otro magister militum, el romano Ægidius, que está aliado con los francos salianos.
En la época de Sigeberto, la paz, incluso la cooperación, entre los francos salios y los francos renanos regresó. Sigeberto no participó en la batalla de Soissons durante la campaña contra Siagrio, a diferencia de los otros reyes francos: su misión era proteger la retaguardia de los reinos francos contra los alamanes. En 496, invaden su reino y Sigeberto llama a Clodoveo I para su rescate. Los dos primos libran la batalla de Tolbiac, derrotan y repelen a los alamanes. Sigeberto sufrió una lesión en la rodilla durante la batalla, lo que le valió el apodo de "cojo". Esta victoria contra los alamanes parece haber terminado en una ganancia territorial, la de la región de Metz. De hecho, esta área en manos de los alamanes hasta 480 es parte de Francia Rinensis, según el Cosmógrafo de Rávena, quien probablemente tenía su información del geógrafo ostrogodo Athanarid, el cual elaboró sus mapas entre 496 y 507.
A cambio de su ayuda, envió parte de su ejército, liderado por su hijo Clodéric, para ayudar a Clodoveo I a luchar contra Alarico II, rey de los visigodos en la batalla de Vouillé, y luego conquistar Aquitania. Según Gregorio de Tours, al final de la campaña, Clodoveo alienta a Clodéric a matar a su padre, lo que hace durante una caminata (o más probablemente una cacería) de este último en el bosque de Buconia. Pero Godefroid Kurth, seguido hoy por Georges Bordonove, observa algunos problemas en la historia de Gregorio de Tours y cree que Sigeberto murió en una emboscada, sin que Chlodéric fuera responsable.

## Familia

### Ascendencia
Si Gregorio de Tours habla de Sigeberto el Cojo, no dice nada de la ascendencia de este último, limitándose a señalar que Clodoveo y Sigeberto eran padres.
Varios autores consideran que los reinos francos fueron gobernados por miembros de la misma dinastía. Así, Godefroid Kurth presenta a los reyes libres eliminados por Clodoveo como descendientes de Clodión el Cabelludo, Karl Ferdinand Werner habla de compartir estados muy diferentes entre los miembros de la misma dinastía, Christian Settipani presenta los diferentes reyes francos (Clodoveo, Ragnacaire, Richer, Cararic y Sigeberto el Cojo) como todos hijos de Clodión el Cabelludo, y Franz Staab habla de la "dinastía merovingia renana" o "la rama renana de la dinastía merovingia". 
Hay una genealogía escrita en Neustria entre 584 y 629, que aunque es muy errónea, menciona a Clodebaud como hijo de Clodión el Cabelludo y sugiere que Clodebaud es un predecesor de Clodéric. Otra genealogía de reyes francos, escrita en Austrasia alrededor de 629 o 639 y que también parece ser una interpolación de una lista de reyes salianos, también cita a un Clodebaud hijo de Clodión el Cabelludo.
En 469, Sidonio Apolinar cuenta en una carta la llegada a Lyon de un príncipe llamado Sigemer que se casa con una princesa de Borgoña. La descripción de su traje identifica a este Sigemer como un franco renano. Cloderic, el hijo mayor de Sigeberto, nació alrededor de 485, por lo que Sigeberto nació alrededor de 465 a más tardar, y no puede ser hijo de Sigemer casado en 469. Probablemente sea su hermano y podría ser el hijo de Clodebaud.

### Descendencia
De una esposa cuyo nombre se desconoce, Sigeberto dejó varios hijos: 
- Clodéric (c. 485 - 509), rey de los francos renanos;
- Baldéric, sacerdote y cofundador de la Abadía de Saint-Pierre-les-Dames en Reims;
- Beuva, cofundadora y primera abadesa de la Abadía de Saint-Pierre-les-Dames en Reims. 
  - Estos dos últimos nombres los da Flodoardo, en su "Historia ecclesiæ Remensis", que aclara que son hijos del rey Sigeberto. Como la fundación se hizo con la ayuda de Remigio de Reims, este rey Sigeberto no puede ser Sigeberto I, sino Sigeberto el Cojo.